# Совер
Совер (італ. Sover) — муніципалітет в Італії, у регіоні Трентіно-Альто-Адідже, провінція Тренто.
Совер розташований на відстані близько 490 км на північ від Рима, 23 км на північний схід від Тренто.
Населення — 837 осіб (2014).
Щорічний фестиваль відбувається 10 серпня. Покровитель — святий мученик Лаврентій.

## Демографія
Населення за роками:

Станом на 1 січня 2023 року в муніципалітеті офіційно проживали 23 іноземці з 7 країн, серед них 11 громадян країн Євросоюзу та 3 громадяни України.

## Сусідні муніципалітети
- Бедолло
- Капріана
- Альтавалле
- Лона-Лазес
- Сегонцано
- Вальфлоріана